# Hjúga (1917)
Hjúga (japonsky 日向) byla bitevní loď japonského císařského námořnictva, druhá ze dvou lodí třídy Ise.

## Historie

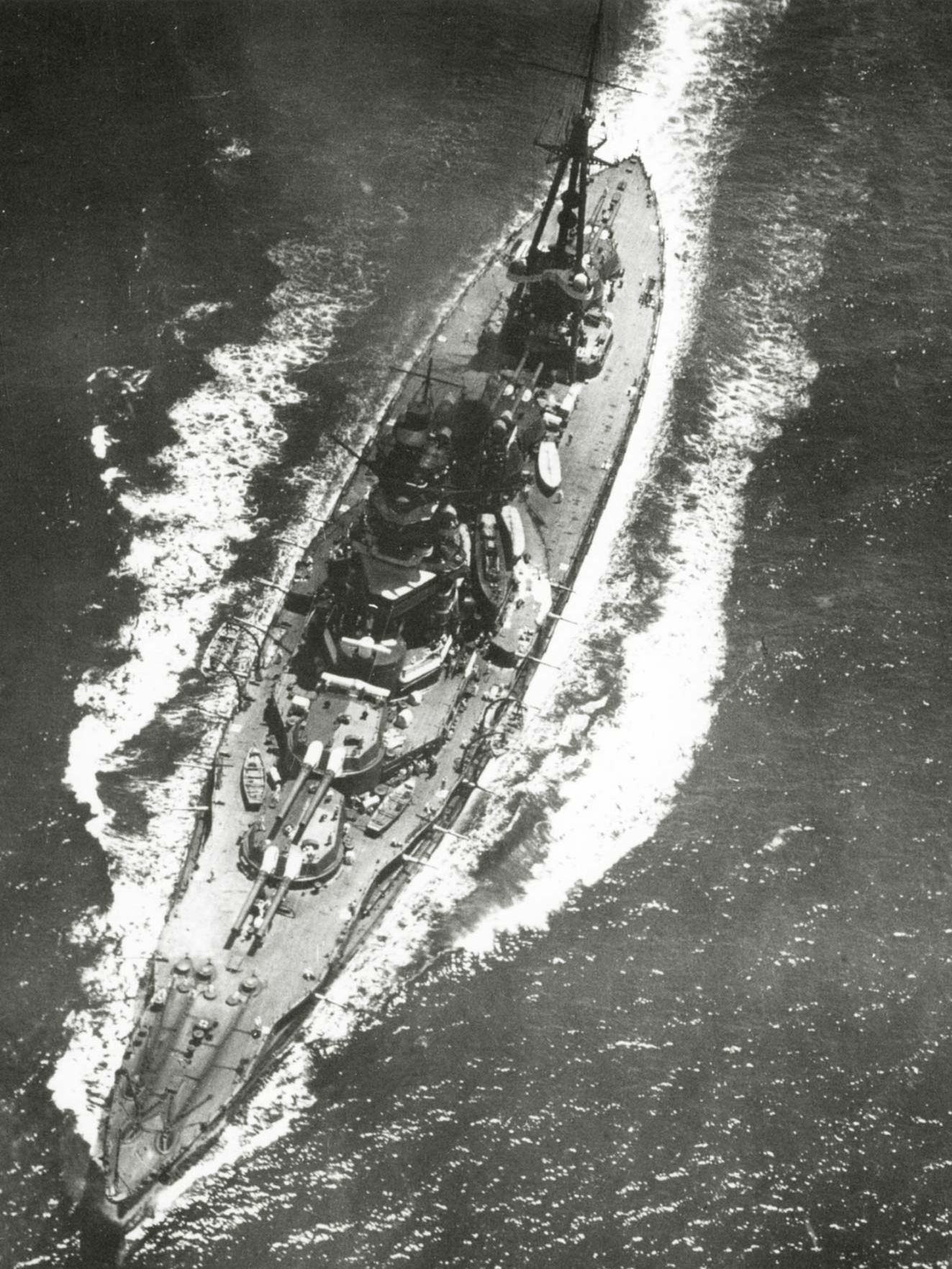
Hjúga v roce 1927

Její stavba začala v loděnici firmy Micubiši 6. května 1915, na vodu byla spuštěna 27. ledna 1917 a dokončena byla 30. dubna 1918. Původně byla plánována jako čtvrtá loď třídy Fusó, ale slabá výzbroj a pancéřování u Fusó si vynutily její překonstruování a zařazení do nové, samostatné třídy.
Na počátku druhé světové války se ještě stále počítalo s jejím nasazením, ale vzhledem k její relativně nízké rychlosti, početné posádce, velké spotřebě paliva a rovněž nedostatku vhodných úkolů nebyla nikdy nasazena v boji v roli, pro kterou byla stavěna.
Z důvodu velkých ztrát japonských letadlových lodí a nedostatku času pro stavbu nových byla Hjúga mezi 1. květnem 1943 a 1. říjnem 1943 přestavěna na hybridní bitevní-letadlovou loď. Byly odmontovány dvě zadní dělové věže a nahrazeny hangárem, manipulační plošinou a katapulty. Letouny měly z lodi pouze vzlétat a přistávat buď na pozemních základnách nebo na klasických letadlových lodích.
Hjúga byla v říjnu 1944 součástí Ozawova Severního svazu během operace Šó-iči-gó a během ní byla v bitvě u mysu Engaño poškozena americkými leteckými útoky. V únoru 1945 se zúčastnila operace Kita-gó – transportu strategických surovin ze Singapuru do Japonska.
Mezi 24. a 28. červencem 1945 byla Hjúga u ostrova Nasakedžima (jižně od přístavu Kure) napadána letouny z amerických letadlových lodí Essex, Ticonderoga, Randolph, Hancock, Bennington, Monterey a Bataan. Se silně poškozenou lodí její posádka nakonec najela na mělčinu. Mezi 2. červencem 1946 a 4. červencem 1947 byla postupně rozebrána a sešrotována.

## Služba
Dne 20. listopadu 1945 byla Hjúga vyškrtnuta ze seznamu lodí japonského císařského námořnictva.